# ایگا شفیونتک

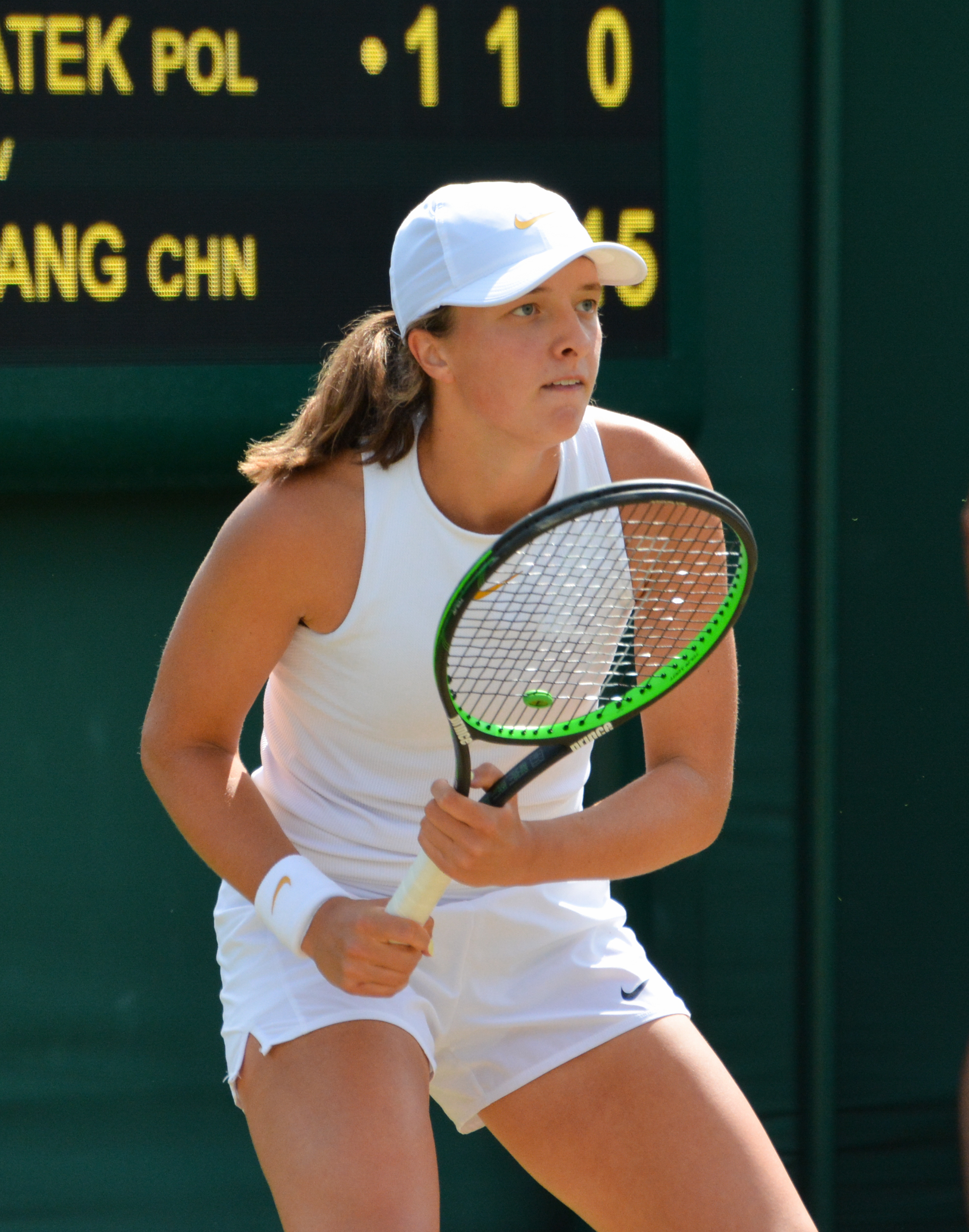
ایگا شفیونتک

ایگا شفیونتک (لهستانی: Iga Natalia Świątek, تلفظ لهستانی: [ˈiɡa naˈtalja ˈɕfʲɔntɛk]; زاده ۳۱ مه ۲۰۰۱) یک تنیس باز حرفه ای لهستانی است. او تاکنون توانسته جایگاه نخست جهان را در مسابقات انفرادی انجمن تنیس بانوان تحت عنوان (دبلیو تی ای) کسب نماید. بعد از آن شفیونتک ۴ بار قهرمان انفرادی اصلی می‌شود و تنیس آزاد فرانسه در سال‌های ۲۰۲۰، ۲۰۲۲ و ۲۰۲۳ و تنیس آزاد آمریکا در سال ۲۰۲۲ را برده است. شفیونتک اولین بازیکنی است که به نمایندگی از لهستان موفق به کسب عنوان اصلی انفرادی شده است. بعدها او در مجموع ۱۴ عنوان در سطح تور دبلیو تی ای به‌دست‌آورد.
پدر شفیونتک، توماس، یک قایقران بازنشسته المپیکی می‌باشد. بعد از آن شفیونتک به عنوان یک نوجوان، قهرمان مسابقات تنیس دونفره اوپن فرانسه در سال ۲۰۱۸ در کنار کیتی مک نالی و قهرمان مسابقات تنیس انفرادی دختران ویمبلدون در سال ۲۰۱۸ می‌شود. بعدها شفیونتک در سال ۲۰۱۹ شروع به بازی منظم در تور دبلیو تی ای می‌کند و بعد از آن در ۱۸ سالگی پس از اولین فینال دبلیو تی ای و حضور در دور چهارم در مسابقات آزاد فرانسه ۲۰۱۹ وارد ۵۰ نفر برتر می‌شود.

## مسابقات حرفه‌ای
او در مسابقات رولان گاروس ۲۰۲۰ در بخش انفرادی به عنوان قهرمانی رسید و اولین لهستانی فاتح رولان گاروس لقب گرفت و در بخش دونفره نیز به نیمه نهایی رسید. همچنین او قهرمان مسابقات دوبل المپیک جوانان ۲۰۱۸ در بوینس آیرس است. شفیونتک در مسابقات ویمبلدون سال ۲۰۲۵ با نتیجه دو بر صفر بر انیسیموا پیروز شد و برای اولین بار قهرمان ویمبلدون شد.